# اولیویه ژان-ماری
اولیویه ژان-ماری (فرانسوی: Olivier Jean-Marie‎؛ (زادهٔ ۲۵ آوریل ۱۹۶۰ – درگذشتهٔ ۱۳ مهٔ ۲۰۲۱) کارگردان فیلم و انیماتور اهل فرانسه بود. از کارگردانی‌های مشهورش می‌توان سریال انیمیشن اوگی و سوسک‌ها را نام برد.

## بخشی از فیلمشناسی
1. اوگی و سوسک‌ها
2. ماجراهای جدید لوک خوش‌شانس
3. پیش به سوی غرب!
4. دالتون ها (انیمیشن سریالی)

## جوایز
- برنده جایزه آنی سال ۲۰۰۷ برای انیمیشن پیش به سوی غرب!